# Spodnje Blato
Spodnje Blato is een plaats in Slovenië en maakt deel uit van de gemeente Grosuplje in de NUTS-3-regio Osrednjeslovenska. De plaats telde 192 inwoners op 1 januari 2020.